# Elster Bianco
Elster Bianco (in tedesco: Weiße Elster – lett. "Elster Bianca, in ceco: Bílý Halštrov) è un fiume della Germania lungo 257 km (10 dei quali scorrono nella Repubblica Ceca).
L'Elster Bianco è un affluente di sinistra del Saale. Nasce nella cittadina boema di Aš (Regione di Karlovy Vary) e nella città di Halle sul Saale confluisce nel fiume Saale.
Il nome Elster è di origine slava (alstrawa= la frettolosa), l'aggettivo "bianco" lo distingue dal fiume Elster Nero, affluente dell'Elba.
Il fiume attraversa anche i monti Elster.